# 下齐森
下齐森是德国莱茵兰-普法尔茨州的一个市镇。总面积11.95平方公里，总人口2644人，其中男性1302人，女性1342人（2011年12月31日），人口密度221人/平方公里。